# Bethlehem 2000 Medaille
De Bethlehem 2000 Medaille werd door president Arafat ingesteld. De in 2000 hoopvol gestemde president wilde het millennium en het aanvaarden van het bestuur over de Westoever van de Jordaan en de Gazastrook vieren.
Op de website van de Roemeense president wordt de onderscheiding als "Médaille Bethléem 2000. L'Autorité nationale palestinienne" vermeld.
Later volgden onder andere een aantal buitenlandse vertegenwoordigers die een bezoek aan Bethlehem brachten.
Enige van de dragers:
- Emil Constantinescu, president van de Roemenië[2]
- Prins Al-Waleed bin Talal al-Saoed[bron?]

Het versiersel is een grote achtpuntige verguld zilveren ster met in het blauwgeringde witte medaillon een afbeelding van de geboortekerk in Bethlehem. Op de ring staat "BETHLEHEM 2000" in Arabisch en Europees schrift. Het lint is groen en wordt om de hals gedragen De decorandus ontvangt ook een diploma.